# Folkomröstningen i Nederländerna om EU:s samarbetsavtal med Ukraina

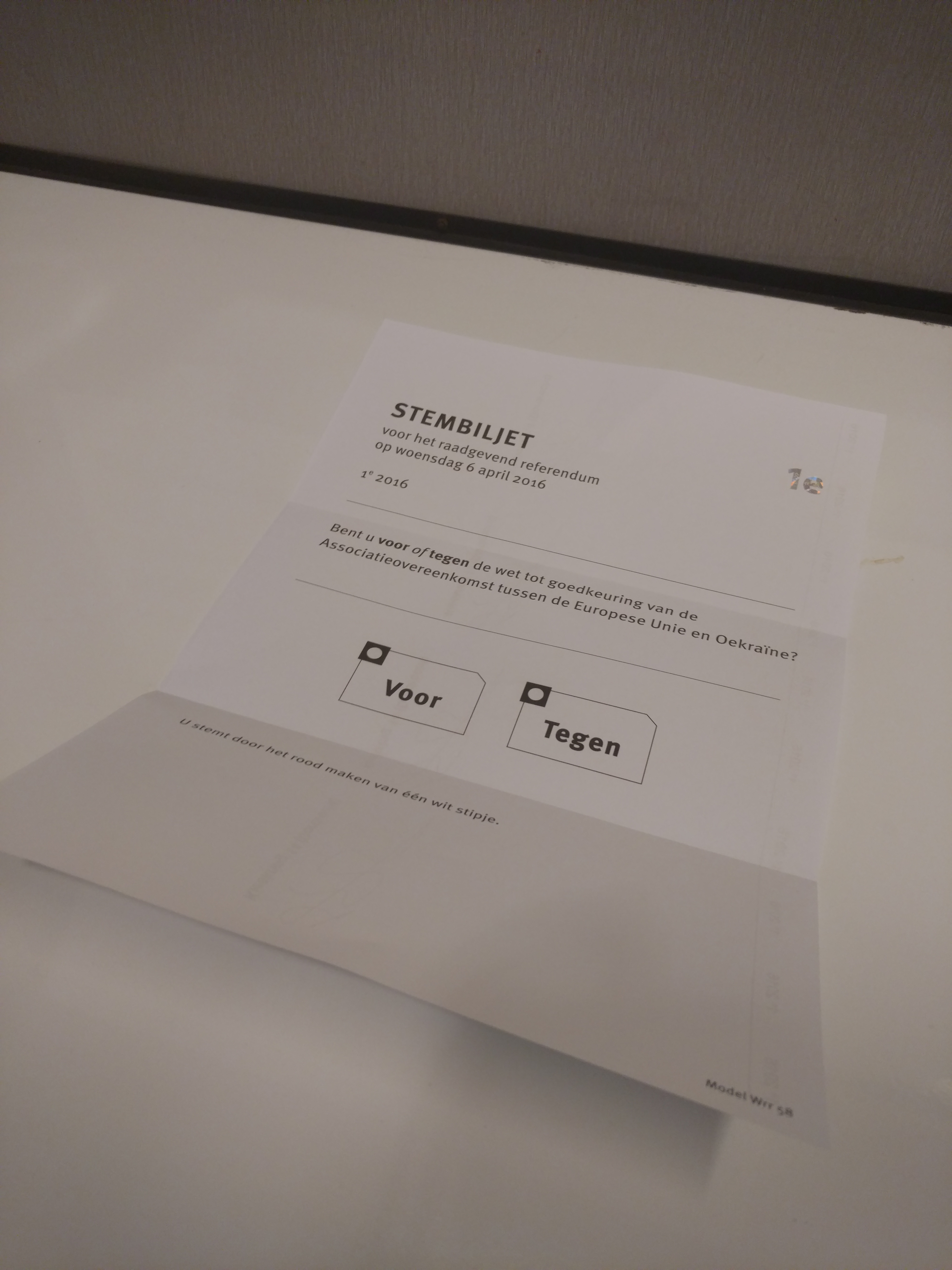
Valsedel

Folkomröstningen i Nederländerna om EU:s samarbetsavtal med Ukraina var en nationellt rådgivande folkomröstning om Nederländernas godkännande av samarbetsavtalet mellan Europeiska unionen, Europeiska atomenergigemenskapen, dess 28 medlemsstater och Ukraina, som hölls den 6 april 2016 i Nederländerna. Rättslig grund för folkomröstningen var en lag som antogs den 2 juli 2015, angående rådgivande folkomröstning. Detta gör det möjligt att begära en folkomröstning om en lag som redan antagits, om 300 000 underskrifter av registrerade väljare lämnas in inom sex veckor. Aktionsgruppen GeenPeil, ett samarbete mellan webbplatsen GeenStijl och medborgarinitiativ Burgercomité-EU och Forum voor Democratie hade åtagit sig att samla in de nödvändiga underskrifterna. Totalt 427 939 giltiga underskrifter överlämnades till valrådet, så det nödvändiga antalet 300 000 röster hade uppnåtts.
Folkomröstningen hölls onsdag 6 april 2016, under det nederländska EU-ordförandeskapet. 
Frågan som väljarna skulle rösta "för" eller "mot" på var: "Bent u voor of tegen de wet tot goedkeuring van de Associatieovereenkomst tussen de Europese Unie en Oekraïne?" (Är du för eller emot lagen om godkännande av samarbetsavtalet mellan EU och Ukraina?).
Den nederländska oppositionen anklagade särskilt Ukrainas regering och president Petro Porosjenko för den utbredda korruptionen i Ukraina, och  därför ville de inte utöka samarbetet med Ukraina.. Några dagar före folkomröstningen avslöjades det också i Panamadokumenten att Porosjenko gömt pengar i skatteparadis genom så kallade brevlådeföretag.

## Valresultat

Valresultatet, rött Nej grönt Ja

Valresultatet blev att 61 procent av väljarna röstade emot avtalet med Ukraina medan 38 procent var för.
Folkomröstningen hade en rådgivande karaktär och var inte bindande, men ikraftträdandet av lagen behövde nu efter det negativa utfallet av folkomröstningen på nytt godkännas av Generalstaternas andra och första kammare. Resultatet av folkomröstningen skulle vara giltigt endast med ett valdeltagande på minst 30 %. Drygt 32 procent av de röstberättigade deltog i omröstningen vilket därmed gjorde att den var giltig.

### Opinionsundersökningar
| Undersökningen genomförd | För | Emot | Inte tagit ställning                  | Antal utfrågade | Undersökningen genomförd av |
| ------------------------ | --- | ---- | ------------------------------------- | --------------- | --------------------------- |
| 1–7 februari 2016        | 40% | 60%  | i.u.                                  | 3 000+          | Peil.nl                     |
| 12–21 januari 2016       | 31% | 38%  | 31%                                   | 2 550           | I&O Research                |
| 18–28 december 2015      | 13% | 51%  | 13% lutat mot för, 23% lutat mot emot | 27 151          | EenVandaag                  |
| 3–20 december 2015       | 25% | 41%  | 34%                                   | 3 490           | I&O Research                |